# Cunedda phaeops
Cunedda phaeops är en insektsart som beskrevs av William Lucas Distant 1918. Cunedda phaeops ingår i släktet Cunedda och familjen dvärgstritar. Inga underarter finns listade i Catalogue of Life.